# 2e division d'infanterie coloniale
Pour les articles homonymes, voir 2e division.
La 2e division d'infanterie coloniale (2e DIC) est une grande unité des troupes coloniales de l'Armée française. Elle a participé à la Première et à la Seconde Guerre mondiale.

## Création et différentes dénominations
- janvier 1892 : création de la 2e division de la marine ou 2e division d'infanterie de marine

- janvier 1901 : renommée 2e division d'infanterie coloniale
- janvier 1924 : dissolution, devient 30e division d'infanterie
- novembre 1927 : recréée à partir de la 30e division d'infanterie comme 2e division d'infanterie coloniale sénégalaise, puis 2e division d'infanterie coloniale
- juin 1940 : renommée 2e division légère d'infanterie coloniale (2e DLIC)
- juillet 1940 : dissolution
- juin 1943 : nouvelle formation de la 2e division d'infanterie coloniale
- août 1943 : renommée 10e division d'infanterie coloniale
- juillet 1945 : nouvelle formation de la 2e division d'infanterie coloniale
- octobre 1945 : dissolution

## Les chefs de la2edivisiond'infanterie coloniale
- 25 février 1901 : général Coronnat
- 13 juillet 1902 - 7 février 1906 : général Dubois
- 9 mai 1906 : général Privat
- 24 décembre 1907 : général Houdaille
- 20 février 1908 : général Bertrand
- 17 octobre 1908 - 13 mars 1909 : général de Ferron
- 22 mai 1909 : général Bunoust
- 4 janvier 1913 : général Perreaux
- 6 août 1914 : général Leblois
- 23 janvier 1915 : général Mazillier
- 19 février 1917 : général Sadorge

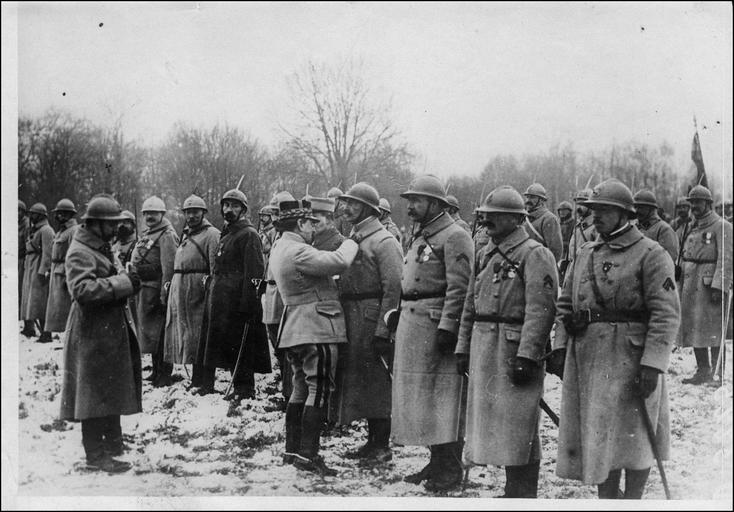
Remise de décorations par le général Mazillier, commandant la division, à Boulogne-la-Grasse, le 22 janvier 1917.

- 22 juin 1917 : général Joseph Aymerich
- 10 novembre 1917 - 4 décembre 1919 : général Mordrelle
- 15 décembre 1919 - 18 août 1921 : général Têtart
- 11 octobre 1921 - 18 novembre 1923 :  général Savy
- (dissolution)
- novembre 1927 - ? : général Noguès
- 1er janvier 1936 - 19 août 1937 : général Sylvain Murat
- 1939 : général Paul
- 16 avril 1939 : général Dubuisson
- 5 mai 1939 - juillet 1940 : général Maignan
- (dissolution)
- juin - août 1943 : général Richard[1]
- (dissolution)
- juillet - octobre 1945 : général Ingold[1]

## Historique des garnisons, combats et batailles

### Avant 1914
La 2e division de la marine est créée par décisions ministérielles du 31 décembre 1891 et du 27 janvier 1892. Elle regroupe deux brigades de deux régiments :
- 3e brigade de la marine
  - 3e régiment d'infanterie de marine,
  - 7e régiment d'infanterie de marine.
- 4e brigade de la marine
  - 4e régiment d'infanterie de marine,
  - 8e régiment d'infanterie de marine.

Elle est renommée 2e division d'infanterie coloniale le 1er janvier 1901.

### La Première Guerre mondiale

#### Composition
Août 1914 à novembre 1916
- 4e Brigade d'Infanterie Coloniale, Colonel Boudonnet à Toulon

4e Régiment d'Infanterie Coloniale Toulon
8e Régiment d'Infanterie Coloniale Toulon
- 6e Brigade d'Infanterie Coloniale général Caudrelier à Marseille

22e Régiment d'Infanterie Coloniale Marseille
24e Régiment d'Infanterie Coloniale Perpignan et à Sète
Novembre 1916 à août 1918
22e Régiment d'Infanterie Coloniale
24e Régiment d'Infanterie Coloniale
41e Régiment d'Infanterie Coloniale dissous en mai 1917
43e Régiment d'Infanterie Coloniale,
Août à novembre 1918
22e Régiment d'Infanterie Coloniale
24e Régiment d'Infanterie Coloniale
41e Régiment d'Infanterie Coloniale
88e Régiment d'Infanterie Territoriale
1er Régiment d'Artillerie Coloniale
87e bataillon de tirailleurs sénégalais du 4 avril au 15 mai 1917

#### 1914
- 9 - 13 août : Transport par V.F. (voie ferrée) dans la région de Revigny et concentration dans celle de Vaubecourt.
- 13 - 22 août : Mouvement offensif en direction de Neufchâteau (Belgique), puis par Jubécourt, Montfaucon, Stenay et Chauvency-le-Château.
- 22 - 24 août : Engagée dans la bataille des Frontières

Combats de Rossignol et vers Termes, Frénois, Jamoigne, Valansart, Izel et Pin.
- 24 août - 6 septembre : Repli sur la Meuse, vers la forêt de Jaulnay

25 août, combat vers le Mont Saint-Walfroy.
27 août, défense de la Meuse : Combat vers la forêt de Jaulnay (bataille de la Meuse)
28 août, continuation du repli vers La Croix-aux-Bois.
30 août, mouvement offensif vers Châtillon-sur-Bar
31 août, combats vers Les Petites-Armoises et Brieulles-sur-Bar.
À partir du 1er  septembre, repli, par Cernay-en-Dormois et Saint-Remy-sur-Bussy, jusque dans la région de Saint-Remy-en-Bouzemont.
- 6 - 14 septembre : Engagée dans la 1re bataille de la Marne.

Du 6 au 11, bataille de Vitry : combats vers Matignicourt-Goncourt.
À partir du 11, poursuite, par Reims-la-Brûlée et Vanault-les-Dames, jusque vers Massiges.
- 14 septembre - 20 décembre 1914 : Combats dans cette région, puis stabilisation du front et occupation d'un secteur vers Ville-sur-Tourbe et la ferme Beauséjour (guerre des mines)

26 septembre, violente attaque allemande et contre-attaques françaises vers la ferme Beauséjour.

#### 1915
- 20 décembre 1914 - 1er juin 1915 : Engagée dans la 1re bataille de Champagne

20 décembre, attaque française et prise du calvaire de Beauséjour, contre-attaques ennemies.
28 décembre, attaque française, au nord de Massiges, sur la Verrue, et légère réduction du front, à gauche, jusqu'à l'est de la ferme Beauséjour.
3 février 1915, attaques allemandes.
23 - 27 février, attaques françaises, et prise du fortin de Beauséjour. Puis organisation et occupation du terrain conquis
8 et 9 avril, attaque allemande vers le fortin de Beauséjour ; contre-attaques françaises.
- 1er juin - 13 août : Retrait du front et repos vers Saint-Étienne-au-Temple.

À partir du 7 juin, transport par V.F. dans la région de Ferrières ; repos.
15 juin, transport par camions dans la région de Pommera ; repos et instruction.
5 juillet, mouvement vers Halloy-lès-Pernois ; travaux et instruction.
À partir du 14 juillet, transport par V.F., de la région d'Amiens, dans celle de Vertus ; repos et instruction.
À partir du 22 juillet, transport par V.F. vers Somme-Vesle, puis mouvement vers Valmy.
- 13 août - 13 novembre : Mouvement vers le front et occupation d'un secteur vers Ville-sur-Tourbe et l'est de la ferme Beauséjour, réduit à droite, le 31 août, jusque vers Massiges.

Engagée, vers Massiges, dans la 2e bataille de Champagne
25 - 28 septembre, puis le 6 octobre, violentes attaques françaises et conquête de la main de Massiges ; puis occupation et organisation de la position conquise
18 octobre, front étendu, à gauche, jusqu'à Maisons de Champagne.
3 - 5 novembre, attaques allemandes et contre-attaques françaises vers le mont Têtu.
- 13 novembre 1915 - 4 janvier 1916 : Retrait du front et repos vers Auve. À partir du 1er  décembre, transport par V.F. dans la région de Betz ; repos et instruction.

#### 1916
- 4 - 29 janvier : Mouvement vers le camp de Crèvecœur ; instruction. À partir du 26 janvier, mouvement vers la région de Flers-sur-Noye, puis vers celle de Villers-Bretonneux.
- 29 janvier - 16 février : Mouvement vers le front et occupation d'un secteur entre Foucaucourt et Maucourt

28 janvier - 13 février : des éléments prennent part aux combats de Frise.
- 16 février - 25 avril : Retrait du front, mouvement vers la région de Démuin ; instruction et travaux.
- 25 avril - 6 juillet : Occupation d'un secteur entre Foucaucourt et la Somme (au repos du 16 mai au 3 juin).

3 juin, occupation d'un secteur entre Dompierre et la Somme (au repos du 22 au 28 juin).
À partir du 1er  juillet, engagée dans la bataille de la Somme
Les 1er ,2, 3 et 4 juillet, attaques françaises ; prise de Frise, d'Herbécourt et de Flaucourt.
- 6 - 22 juillet : En réserve vers Lamotte-en-Santerre et Proyart.
- 22 juillet - 23 août : Engagée, pour la deuxième fois, dans la bataille de la Somme, vers Biaches et Feuillères

12 août, attaque française vers Biaches et le bois Blaise.
- 23 août - 13 octobre : Retrait du front ; transport par V.F. dans la région de Clermont ; repos.
- 13 octobre - 24 novembre : Mouvement par étapes vers Crèvecœur-le-Grand, par Rochy-Condé, Saint-Omer-en-Chaussée et Sarcus ; repos et instruction.
- 24 novembre – 31 décembre : Mouvement par étapes vers la région de Montdidier, par Froissy et Assainvillers

À partir du 29 novembre, occupation d'un secteur entre le bois des Loges (inclus) et la voie ferrée de Roye à Montdidier (guerre de mines)
27 décembre, coup de main français.

#### 1917
- 1er janvier - 16 mars :

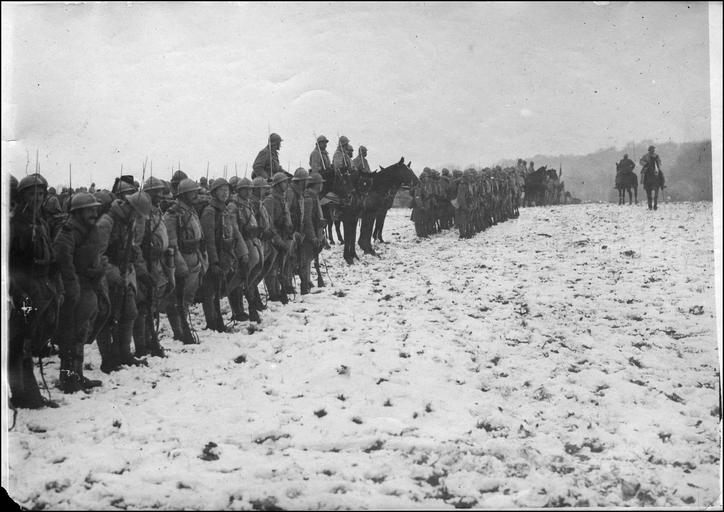
Prise d'arme à Boulogne-la-Grasse, le 22 janvier 1917.

1er janvier 1917, réduction du front, à gauche, jusqu'à Beuvraignes, puis, le 29 janvier, jusqu'à la lisière nord du bois des Loges.
14 mars en réserve.
- 16 - 21 mars : Poursuite de l'ennemi (Repli Allemand) : Progression par Candor, Catigny, Frétoy-le-Château, Berlancourt, Cugny et Jussy.

20 mars, franchissement du canal Crozat.
- 21 mars - 6 avril : Retrait du front ; mouvement vers Saint-Just-en-Chaussée, puis vers Soissons, par Avricourt, Amy, Beuvraignes, Tilloloy, Méry, Roberval et Béthisy-Saint-Pierre ; repos.
- 6 - 24 avril : Occupation d'un secteur entre l'Aisne et le sud de Vauxaillon.

15 avril : Bataille du Chemin des Dames : Occupation de Laffaux ; puis organisation du terrain conquis, entre la ferme le Bessy et la route de Soissons à Laon.
- 24 avril - 9 mai : Retrait du front ; repos vers Soissons.

4 mai, mouvement vers le front : éléments en secteur vers Laffaux.
- 9 - 15 mai : Occupation d'un secteur vers la ferme le Bessy et le nord-ouest de Nanteuilla-Fosse.
- 15 mai - 15 juin : Retrait du front, puis transport par V.F. dans la région de Vesoul ; repos et instruction au camp de Villersexel.

11 juin, mouvement vers Bessoncourt.
- 15 juin - 15 juillet : Mouvement vers le front, puis occupation d'un secteur entre le canal du Rhône au Rhin et Leimbach.
- 15 - 25 juillet : Retrait du front ; transport par V.F. dans la région de Château-Thierry ; mouvement vers Fismes et Maizy.
- 25 juillet - 25 août : Occupation d'un secteur vers Chevreux et le plateau des Casemates : Engagements nombreux.
- 25 août - 20 septembre : Retrait du front ; repos et instruction au camp de Dravegny.
- 20 septembre - 20 octobre : Mouvement vers le front et occupation d'un secteur vers Chevreux et le plateau des Casemates : Nombreux engagements, particulièrement violents le 18 octobre.
- 20 octobre - 7 novembre : Retrait du front ; repos et instruction vers Condé-en-Brie.
- 7 novembre - 7 décembre : Mouvement vers le front et occupation d'un secteur entre la ferme Vauclerc et le nord de la ferme de la Creute, étendu à gauche, le 17 novembre, jusque vers la ferme Brunin.
- 7 décembre 1917 - 16 janvier 1918 : Retrait du front ; repos dans la région de Ville-en-Tardenois, puis, à partir du 28 décembre, dans celle de Vertus, de Champigneul-Champagne et d'Oiry.

#### 1918
- 16 janvier - 27 mai : Occupation d'un secteur entre la ferme des Marquises et le fort de la Pompelle : Le 1er  mars, attaque ennemie sur le fort de la Pompelle.
- 27 mai - 15 juillet : Rôle défensif dans ce secteur, aux abords de Reims, pendant la 2e bataille de la Marne

31 mai, mouvement de rocade, et organisation d'un secteur vers Vrigny et l'est d'Ormes
- 15 juillet-6 août : Engagée dans la bataille de la montagne de Reims (4e bataille de Champagne) : Arrêt de l'offensive allemande sur la position principale.

18 juillet, contre-offensive générale (2e bataille de la Marne) : Progression jusqu'au front Saint-Euphraise, Vrigny.
- 6 août - 18 septembre : Retrait du front et repos vers Tours-sur-Marne (à partir du 10 août, éléments en ligne vers Verzenay)
- 18 septembre - 4 octobre : Occupation d'un secteur entre Prunay et les abords est de Reims : Combats vers Prunay.
- 4 - 20 octobre : Engagée dans l'exploitation de la bataille de Saint-Thierry : Combats sur la Suippe et sur l'Aisne ; progression jusque vers Nanteuil-sur-Aisne et Condé-lès-Herpy.
- 20 octobre - 5 novembre : Engagée, jusqu'au 30 octobre, dans la bataille de la Serre (combats vers Herpy), puis organisation des positions conquises dans la région de Château-Porcien.
- 5 - 9 novembre : Reprise de l'offensive : engagée, vers Nanteuil-sur-Aisne et l'ouest d'Herpy, dans la Poussée vers la Meuse. Poursuite au nord de Château-Porcien.
- 9 - 11 novembre : En 2e ligne et repos vers Novion-Porcien.

### Rattachements
Affectation organique : 1er corps d'armée colonial d'août 1914 à novembre 1918
- 1re armée

27 mars – 3 avril 1917
- 2e armée

7 – 17 juin 1915
5 – 13 juillet 1915
20 septembre – 30 novembre 1915
7 – 27 janvier 1916
- 3e armée

23 août – 12 octobre 1916
27 novembre 1916 – 26 mars 1917
- 4e armée

2 août 1914 – 6 juin 1915
14 juillet – 9 août 1915
29 mars – 28 mai 1918
- 5e armée

7 décembre 1917 – 28 mars 1918
29 mai – 11 novembre 1918
- 6e armée

1er décembre 1915 – 6 janvier 1916
28 janvier 22 août 1916
13 octobre – 26 novembre 1916
3 avril – 14 mai 1917
28 octobre – 6 décembre 1917
- 7e armée

15 mai – 17 juillet 1917
10e armée
18 juin – 4 juillet 1915
18 juillet – 27 octobre 1917
Groupe d'armées Pétain
10 août – 19 septembre 1915

### L'entre-deux-guerres
La division est renommée 30e division d'infanterie le 1er janvier 1924.
En conséquence de la loi du 13 juillet 1927 sur l'organisation générale de l'armée, la 2e division d'infanterie coloniale sénégalaise est recréée le 1er novembre 1927 par transformation de la 30e division d'infanterie. Avec son état-major à Toulon, elle est alors constituée comme suit :
- 3e brigade coloniale, à Marseille :
  - 22e régiment d'infanterie coloniale, à Aix et Marseille,
  - 12e régiment de tirailleurs sénégalais, à Aix, au camp de Fréjus et à Draguignan,
  - 53e bataillon de mitrailleurs indochinois, à Montélimar,
- 4e brigade coloniale, à Toulon :
  - 4e régiment de tirailleurs sénégalais, à Toulon et Arles,
  - 8e régiment de tirailleurs sénégalais, à Toulon et Marseille,
- 38e régiment d'artillerie coloniale, à Toulon et Nîmes.

### La Seconde Guerre mondiale

#### La bataille de France
À la mobilisation, la 2e division d'infanterie coloniale se trouve rattachée au secteur des Alpes. Son départ pour le Moyen-Orient est considéré puis abandonné. La 2e DIC est alors constituée comme suit :
- Régiment d'infanterie coloniale du Maroc (à partir du 15 décembre 1939),
- 4e régiment de tirailleurs sénégalais,
- 8e régiment de tirailleurs sénégalais,
- 2e régiment d'artillerie coloniale,
- 202e régiment d'artillerie lourde coloniale,
- 72e groupe de reconnaissance de division d'infanterie.

La division est transformée le 7 ou 8 juin 1940 en 2e division légère d'infanterie coloniale (format réduit), constituée des :
- 8e régiment de tirailleurs sénégalais,
- 2e régiment de marche d'artillerie coloniale (1er et 2e groupes du 2e RAC et 5e groupe du 202e RALC),
- 4e demi-brigade de chasseurs pyrénéens (7e et 8e BCPyr),
- 72e groupe de reconnaissance de division d'infanterie.

Elle quitte le 12 juin le théâtre d’opération des Alpes pour celui du Nord-Est. Elle est engagée par éléments isolés lors de la bataille de la Seine (notamment à Montereau). Puis elle se replie, tout en continuant de combattre, sur la Loire, la Creuse et enfin sur la Vienne.
Elle est dissoute le 11 juillet 1940.

#### Nouvelle formation
Selon les plans français lancés fin 1942 pour créer l'Armée française de la Libération, la 2e division d'infanterie coloniale doit être recréée en Afrique-Occidentale française comme une division coloniale motorisée. Sa création a lieu le 1er juin 1943 mais elle est renommée 10e division d'infanterie coloniale dès le 24 août (la formation de cette 10e DIC est ensuite abandonnée début 1944),.

### Après 1945
La 2e division d'infanterie coloniale est recréée le 1er juillet 1945. Elle est dissoute le 15 octobre 1945 pour former le lendemain le groupement colonial no 2, lui-même dissous le 28 février 1946.

## Insigne

Représentation de l'insigne de la 2e DIC de 1940.

L'insigne de la division, adopté en 1940, présente un écu azur au lion passant d'argent, chargé d'une ancre d'or sur le tout.